# Jelislava
Jelislava je žensko osebno ime.

## Izvor imena
Ime Jelislava je različica ženskega osebnega imena Elizabeta.

## Pogostost imena
Po podatkih Statističnega urada Republike Slovenije je bilo na dan 31. decembra 2007 v Sloveniji število ženskih oseb z imenom Jelislava: 44.